# Gloria Christian
Gloria Christian, pseudonimo di Gloria Prestieri (Bologna, 24 giugno 1934), è una cantante italiana famosa negli anni cinquanta e sessanta.

## Biografia
Figlia d'arte, il padre è un trombettista jazz napoletano, mentre la madre è veneta; nasce a Bologna durante una tournée, vive a Napoli sin da quando era bambina.
Nasce come cantante jazz per poi passare al genere leggero, incidendo i primi dischi nel 1954 con la casa discografica Vis Radio con la quale avrà un lungo sodalizio artistico. Il primo 78 giri è Pecos Bill.
Nel 1956 prende parte a numerosi concorsi canori, tra cui il Festival di Velletri (primo posto con Se fossero sulla luna), Festival di Capri (le sono assegnate canzoni tedesche e francesi), Festival di Como (in finale con la canzone Angelina dimmi si), Festival Siciliano di Palermo, Festival di Vibo Valentia (secondo posto con Samba calabrese).
Nel 1957 partecipa per la prima volta al Festival di Sanremo con le canzoni Casetta in Canadà e Le trote blu. Nello stesso anno, si aggiudica la Maschera d'Oro di Piacenza, l'Oscar della Canzone di Capri e la Gondola d'Argento. Vince, poi, il Festival di Venezia con Stupidella e il Festival di Palermo con Sabato è festa. Vince, ancora, il terzo premio al Festival della Canzone Napoletana con Nnammurate dispettuse; il secondo premio al Festival di Velletri con Un valzer per te.
Nel 1958 si aggiudica il secondo posto con la canzone Giorgio (del Lago Maggiore) al Gran Premio Eurovisione 1958. Fa ritorno al Festival di Sanremo dove presenta tre brani: Ho disegnato un cuore, Cos'è un bacio, Timida serenata e al Festival della Canzone Napoletana, dove interpreta: O cantastorie, Mandulino d'o Texas e O calippese napulitano. Sempre nello stesso anno, prende parte al concorso di Piedigrotta della casa editrice La Canzonetta, dove esegue le canzoni: O strillo, Gennarino Rififì, Mandulinatella va e Violette e canzone. In televisione, partecipa a Canzonissima con il motivo Nel blu dipinto di blu.
Partecipa ad altre due edizioni del Festival di Sanremo negli anni 1960, con Splende l'arcobaleno, A come amore, L'ombrellone, Innamorati.
Partecipa a dieci 10 edizioni, tra il 1957 e il 1969, del Festival di Napoli, manifestazione che vince nel 1962 con Marechiaro Marechiaro in abbinamento a Sergio Bruni. Nella stessa edizione vince il secondo posto con Pulecenella tiwist, in abbinamento a Aurelio Fierro. Nel 1965 arriva in finale con Scordame, in abbinamento a Roy Silver. Nel 1967 arriva al secondo posto con A prutesta, in coppia con Nino Taranto. Vince il terzo posto nel 1957 con Nnammurate dispettuse, duettando con Giacomo Rondinella. Nel 1961 partecipa al Giugno della Canzone Napoletana.
Oltre al Festival di Sanremo ed al Festival della Canzone Napoletana, partecipa al Festival di Velletri (vince la quarta edizione del 1956 con la canzone Se fossero sulla luna, e si classifica al quinto posto con il brano Un po' sì un po' no), al Festival della Canzone Marinara di Ischia (con la canzone L'orologio di Lacco Ameno), al Festival di Como, al Festival di Vibo Valentia, alla Piedigrottissima, al Festival del Musichiere, al Festival di Capri, al Festival di Palermo, al Festival di Venezia (vince la terza edizione con la canzone Stupidella), al Festival di Piombino, alla Settimana Motonautica, al Burlamacco d'Oro di Viareggio, all'Ondina, al Gran Premio dell'Eurovisione di Cannes (vince l'edizione del 1959), al Festival di Berlino, a Canzonissima, al Festival Pirotecnico del Golfo di Napoli.
Nel 1969 partecipa al Festival di Berlino con il brano Ich bin es endgutting leid e si ripete l'anno successivo, presentando la canzone Kommt erst die wahre Liebe.
Oltre alla Vis Radio, ha inciso dischi per le etichette King, Philips, Mizar, Fans e Presence.
Negli anni '60 ha alternato la carriera canora con quella televisiva, partecipando a numerosi programmi, quali Buone vacanze, Appuntamento a Napoli, Giardino d'inverno, Biblioteca di Studio Uno, Il Guarracino, ecc. 
Ha preso parte a diverse riviste e commedie musicali, quali Napoli in frak, O miercurì d'a Madonna 'o Carmene.
Nel 1964 sostituisce Bice Valori nel primo cast, del 1962, della famosa commedia musicale Rugantino di Garinei e Giovannini, con Toni Ucci, Carlo Delle Piane, Ornella Vanoni, Aldo Fabrizi.
Dopo lunga assenza, riapparve in televisione nel '90 nel programma di Renzo Arbore Il caso Sanremo (come rappresentante degli anni '50), e successivamente nel programma Una rotonda sul mare, riproponendo il suo cavallo di battaglia, Cerasella, accusando però qualche problema di voce. Sarà poi costretta ad abbandonare del tutto il canto dal vivo a causa di un tumore alle corde vocali, che tuttavia non le impedirà di partecipare in più occasioni ai celebri programmi revival di Paolo Limiti.

## Discografia parziale

### Singoli
- 1954 – Pecos Bill/Abbandonarsi (Vis Radio, Vi-4863)
- 1954 – Moulin Rouge/Kiss (Vis Radio, Vi-4865)
- 1954 – Vaya con Dios/Luciarosa ti voglio sposare (Vis Radio, Vi-4895)
- 1954 – Notturno/Rose (Vis Radio, Vi-4904)
- 1954 – Lili'/Ruby (Vis Radio, Vi-4908)
- 1954 – Luna di miele/Quattro camere in cucina (Vis Radio, Vi-4918)
- 1954 – Cielo d'autunno/Primavera a Rio (Vis Radio, Vi-4925)
- 1954 – Eternamente così/Momento divino (Vis Radio, Vi-4927)
- 1954 – Sono colpevole/Viole (Vis Radio, Vi-4928)
- 1954 – La cicala e la formica/Ripetilo con me (Vis Radio, Vi-4934)
- 1954 – Noi due/Pentimento (Vis Radio, Vi-4935)
- 1954 – Sotto il cielo di Parigi/Passano i giorni (Vis Radio, Vi-4937)
- 1954 – Oggi o mai/Tema sentimentale (Vis Radio, Vi-4938)
- 1954 – By bye Baby/Cerco il brivido (Vis Radio, Vi-4939)
- 1954 – Come chiamarlo amore/Sotto il cielo di Parigi (Vis Radio, Vi-4954
- 1954 – Primi sogni/Tema sentimentale (Vis Radio, Vi-4956)
- 1954 – O mein papa/From here to eternity (Vis Radio, Vi-5053)
- 1954 – Good morning Mister Eco/Johnny is the boy for me (Vis Radio, Vi-5054)
- 1954 – Mon Pays/Good morning Mister Eco (Vis Radio, Vi-5055)
- 1954 – Io non lo so/O mein papa (Vis Radio, Vi-5057)
- 1954 – Che scherzi fa l'amore/Good morning Mister Eco (Vis Radio, Vi-5060)
- 1955 – Tutt' 'e dduie/Souvenir d'Italie (Vis Radio, Vi-5171)
- 1957 – S'agapo/Piccolissima serenata (Vis Radio, Vi-5972)
- 1957 – Tipitipitipso/Piccolissima serenata (Vis Radio, Vi-5972)
- 1957 – Seven Lonely Days/Piccolino piccolino (Vis Radio, Vi-5994)
- 1957 – Nun 'o saccio/Piereotta geloso (Vis Radio, Vi-6020)
- 1957 – Felicità/Serenatella 'e maggio (Vis Radio, Vi MQN 36025)
- 1957 – 'Nnammurate dispettuse (con Luciano Rondinella)/Sì comme a n'ombra (Vis Radio, Vi MQN 36026)
- 1957 – 'O treno d'a fantasia/Lazzarella (Vis Radio, Vi MQN 36027)
- 1957 – 'O treno d'a fantasia/'Nnammurate dispettuse (con Luciano Rondinella) (Vis Radio, Vi MQN 36036)
- 1957 – Casetta in Canada/Stupidella) (Vis Radio, Vi MQN 36048)
- 1957 – Lisboa antigua/Que sera' sera' (Vis Radio, Vi MQN 36049)
- 1957 – S'Agapo'/Che m'è 'mparato a ffa' (Vis Radio, Vi MQN 36055)
- 1957 – Adele/Lu bajon de lu sceccu (Vis Radio, Vi MQN 36056)
- 1957 – Maria Canaria/Giangiacomomaria (Vis Radio, Vi MQN 36057)
- 1957 – Me lo dijo Adela/Rico Vacilon (Vis Radio, Vi MQN 36058)
- 1957 – 'A surrentina mia/N'ata strada (Vis Radio, Vi MQN 36064)
- 1957 – Guappetiello 'e tutt' 'e sere/Ballavo 'o roccanrollo (Vis Radio, Vi MQN 36065)
- 1957 – Che tuorne a fa'/Zì Gennaro rock'n'roll (Vis Radio, Vi MQN 36066)
- 1957 – Piccolissima serenata/S'Agapo' (Vis Radio, Vi MQN 36067)
- 1957 – Seven lonely days/Piccolino piccolino (Vis Radio, Vi MQN 36087)
- 1957 – Tipitipitipso/Piccolissima serenata (Vis Radio, Vi MQN 36097)
- 1957 – Calypso melody/Calypso italiano (Vis Radio, Vi MQN 36107)
- 1958 – Ho disegnato un cuore/Mille volte (Vis Radio, Vi-6058)
- 1958 – Tu sei del mio paese/Non potrai dimenticare (Vis Radio, Vi-6067)
- 1958 – Cos'è un bacio/Io sono te (Vis Radio, Vi-6069)
- 1958 – Nel blu dipinto di blu/L'edera (Vis Radio, Vi-6070)
- 1958 – I trulli di Alberobello/Nozze d'oro (Vis Radio, Vi-6071)
- 1958 – Fragole e cappellini/La canzone che piace a te (Vis Radio, Vi-6072)
- 1958 – Timida serenata/Nel blu dipinto di blu (Vis Radio, Vi-6078)
- 1958 – Ho disegnato un cuore/Timida serenata (Vis Radio, Vi-6086)
- 1958 – Timida serenata/L'edera (Vis Radio, Vi-6087)
- 1958 – Giorgio/April Love - Il sole nel cuore (Vis Radio, Vi MQN 36129)
- 1958 – 'O cantastorie/'O calippese napulitano (Vis Radio, Vi MQN 36135; lato B cantato insieme a Nick Pagano)
- 1958 – Serenata arraggiata/'O palluncino (Vis Radio, Vi MQN 36135; lato A canta Antonio Basurto; lato B cantato insieme ad Antonio Basurto)
- 1958 – Giulietta... e Romeo/Sincerità (Vis Radio, Vi MQN 36141; lato A canta Antonio Basurto)
- 1959 – Io sono il vento/Lì per lì (Vis Radio, Vi-6280)
- 1959 – Così così/La luna è un'altra luna (Vis Radio, Vi-6283)
- 1959 – Un bacio sulla bocca/Tua (Vis Radio, Vi-6287)
- 1959 – Tu sei qui/Ne stelle ne mare (Vis Radio, Vi-6288)
- 1959 – Cerasella/Sarrà chi sà (Vis Radio, Vi-6343)
- 1959 – Si ce lassammo/E strade d' 'a città (Vis Radio, Vi-6401)
- 1959 – Ma baciami!/Una marcia in fa (Vis Radio, Vi MQN 36331)
- 1959 – Cerasella/Sarrà chi sa...! (Vis Radio, Vi MQN 36472)
- 1959 – Suttanella e Cazunciello/Napule 'ncopp'a luna (Vis Radio, Vi MQN 36473)
- 1960 – A come amore/Vento pioggia e scarpe rotte (Vis Radio, Vi-6407)
- 1960 – Splende l'arcobaleno/Amore dolce abisso (Vis Radio, Vi-6408)
- 1960 – A come amore/Vento, pioggia, scarpe rotte (Vis Radio, Vi MQN 36533)
- 1960 – Splende l'arcobaleno/Amore abisso dolce (Vis Radio, Vi MQN 36534)
- 1960 – Tintarella di luna/L'orologiaio di Lacco Ameno (Vis Radio, Vi MQN 36543)
- 1960 – Serenatella cò si e cò no/Turnammece a 'ncuntrà (Vis Radio, Vi MQN 36597)
- 1960 – Pe' nu raggio 'e luna/Cucù-Settè (Vis Radio, Vi MQN 36598)
- 1960 – Non mangiate le margherite/Buon natale all'italiana (Vis Radio, VLMQN 056037)
- 1961 – G Men/È semplice (Vis Radio, VLMQN 056054)
- 1961 – Pecchè te sto vicino/'O fidanzato mio (Vis Radio, VLMQN 056073)
- 1961 – Paese mio/Statte zitto (Vis Radio, VLMQN 056078)
- 1961 – Napoli shock/Pi-Riki-kukè (Vis Radio, VLMQN 056082)
- 1962 – Pulecenella twist/Suonno 'e felicità (Vis Radio, VLMQN 056145)
- 1962 – Grazie, ammore mio/Io e tu (Vis Radio, VLMQN 056149)
- 1962 – Marechiaro, Marechiaro/'Nu penziero (Vis Radio, VLMQN 056150)
- 1963 – Scommetto su te/Cafè espresso (Vis Radio, VLMQN 056172)
- 1963 – Maria yè yè/Ricciulella (Vis Radio, VLMQN 056224)
- 1964 – Danke schoen/C'era la luna (Vis Radio, VLMQN 056241)
- 1965 – Scordame/Veleno doce (King, AFK 56043)
- 1967 – Casarella 'e piscatore/'A prutesta (Vis Radio, VLMQN 056411)
- 1969 – Un vecchio tango/Mai nel mio cuore (Philips, 363734 PF)
- 1969 – La nostra strada il nostro tetto/Notti piene di sole (Philips, 363735 PF)
- 1969 – Quando l'amore viene/Ho tanta voglia di te (Philips, 363740 PF)
- 1969 – Tu si' ll'ammore/Estate addio (Philips, 363750 PF)
- 1971 – Il manifesto/Se non te ne andrai (Philips, 6025-025 L)
- 1971 – Totonno 'o surdo/Me so' 'mbriacato 'e sole (Philips, 6025-033 L)
- 1971 – Stanotte/Ca s'è cagnata 'a musica (Mizar, MZ GC 02)
- 1971 – Questa Napoli/'O cantastorie (Mizar, MZ GC 03)
- 1972 – Mia madre/Un'ora un anno una vita (Fans, G 58)
- 1973 – A qualcuno piace il liscio/Quella breve gioia (Presence, PLP 5092)

### EP
- 1957 – Gloria Christian (Casetta in Canadà/Stupidella/Lisboa antigua/Que serà serà)  (Vis Radio, ViMQ 14097)
- 1957 – Gloria Christian (N'ata strada/('A surrentina mia/Guappetiello 'e tutte 'e ssere/Ballavo 'o roccanrollo)  (Vis Radio, ViMQ 14107)
- 1957 – Gloria Christian (Zì Gennaro rock'n'roll(Che tuorne a ffà/Maria Canaria/Giangiacomomaria)  (Vis Radio, ViMQ 14108)
- 1958 – Gloria Christian (Nel blu dipinto di blu/L'edera/Fragole e cappellini/Tu sei del mio paese)  (Vis Radio, ViMQ 14114)
- 1958 – Gloria Christian (Timida serenata/Nel blu dipinto di blu/Ho disegnato un cuore/Cos'è un bacio)  (Vis Radio, ViMQ 14115)
- 1958 – Gloria Christian ('O cantastorie/'O calippese napulitano (con Nick Pagano)/Mandulino d''o Texas/Pecchè se canta a Napule)  (Vis Radio, ViMQ 14139)
- 1959 – Gloria Christian (Cerasella/Sarrà chi sà/Suttanella e cazunciello/Napule 'ncoppo 'a luna)  (Vis Radio, ViMQ 14167)
- 1959 – Gloria Christian (Stringhe rosse (Pink shoe laces)/Ehi tu/Tintarella di luna/Kiss me (honey-honey)  (Vis Radio, ViMQ 14185)

### Album
- 1957 – Gloria Christian (Vis Radio, ViMT 24043)
- 1957 – Gloria Christian (Vis Radio, ViMT 24056)

### CD
- 1995 – Gloria Christian (Bradamante, CBBCD 7014)
- 1995 – Gloria Christian 2 (Bradamante, CBBCD 7031)
- 1998 – Cerasella (Replay Music, RMCD 4152)
- 2007 – La Napoli di Gloria Christian (Fabbri Edit.)

## Filmografia
- Le donne ci tengono assai, regia di Antonio Amendola (1959)
- Biblioteca di Studio Uno Il fornaretto di Venezia, regia di Antonello Falqui (1964) - serie TV
- Totò a Napoli, regia di Daniele D'Anza (1967) - film TV